# Tarazjusz (Pierow)
Tarazjusz, imię świeckie Ilja Aleksandrowicz Pierow (ur. 7 stycznia 1976 w Murmańsku) – rosyjski biskup prawosławny.

## Życiorys
Pochodzi z rodziny urzędniczej. Ukończył zaoczne studia historyczne w Państwowym Instytucie Pedagogicznym w Murmańsku w 1999 r., a następnie Północno-Zachodnią Akademię Służby Państwowej w 2003 r. W 2002 r. przyjął chrzest. 
Od września 2004 r. przysługiwał w soborze św. Mikołaja w Murmańsku, zaś w październiku tego samego roku złożył wieczyste śluby mnisze przed arcybiskupem murmańskim i monczegorskim Szymonem, przyjmując imię zakonne Tarazjusz. 12 listopada 2004 r. został wyświęcony na hierodiakona, zaś 28 grudnia tego samego roku – na hieromnicha. Służył w soborze w Murmańsku jako diakon, a następnie jako kapłan od 2005 do 2016 r. Równocześnie od 2006 do 2013 r. był proboszczem parafii Świętych Piotra i Pawła w Tumannym, od 2009 r. służył także w cerkwi św. Łukasza (Wojno-Jasienieckiego) przy Murmańskim Państwowym Uniwersytecie Technicznym. W latach 2005–2009 zaocznie studiował na Prawosławnym Uniwersytecie Humanistycznym św. Tichona, natomiast w 2016 r. uzyskał zaocznie licencjat na Petersburskiej Akademii Duchownej. Kierował w eparchii murmańskiej wydziałami ds. młodzieży (2005–2009) i ds. pracy społecznej (2014–2015). 
9 marca 2017 r. został przez Święty Synod Rosyjskiego Kościoła Prawosławnego nominowany na biskupa wielkoustiuskiego i totiemskiego oraz w związku z tą decyzją podniesiony 17 marca do godności archimandryty. Jego chirotonia biskupia miała miejsce 2 maja 2017 r. w monasterze Opieki Matki Bożej w Moskwie. Ceremonii przewodniczył patriarcha moskiewski i całej Rusi Cyryl.
W 2019 r. przeniesiony na katedrę siewieromorską.